# Pavel Mamajev
Pavel Konstantinovič Mamajev (rusky Павел Константинович Мамаев; * 17. září 1988, Moskva, RSFSR, Sovětský svaz) je bývalý ruský fotbalový záložník a reprezentant, který hraje od roku 2013 za klub FK Krasnodar.

## Klubová kariéra
- FK Torpedo Moskva (mládež)
- FK Torpedo Moskva 2004–2007
- CSKA Moskva 2007–2013
- →  FK Krasnodar (hostování) 2013
- FK Krasnodar 2013–

## Reprezentační kariéra
V A-mužstvu Ruska debutoval 17. 11. 2010 v přátelském utkání ve Voroněži proti týmu Belgie (prohra 0:2).
Trenér Leonid Sluckij jej zařadil do závěrečné 23členné nominace na EURO 2016 ve Francii, kde Rusko obsadilo se ziskem jediného bodu poslední čtvrté místo v základní skupině B. Mamajev odehrál na turnaji všechny tři zápasy svého týmu ve skupině B.